# Česká baseballová reprezentace
Česká baseballová reprezentace vznikla v roce 1993, řídí ji Česká baseballová asociace. Hlavním trenérem je od roku 2013 Kanaďan Mike Griffin a manažerem Michal Müller. V roce 2017 byla Česká republika na 14. místě světového žebříčku.
Češi se zúčastnili mistrovství světa v baseballu v roce 2005, kde skončili na 17. místě, a v roce 2009, kdy pořádala jednu ze základních skupin Praha a kdy skončili na 20. místě. Na World Baseball Classic se až do roku 2023 neúčastnili, v letech 2013 a 2017 vypadli v kvalifikaci. Uspěli až v roce 2022 a kvalifikovali se tím na World Baseball Classic 2023. Zde vypadli ve skupině, ale zajistili si účast na WBC 2026. Celkově skončili čtrnáctí. Jsou pravidelnými účastníky mistrovství Evropy v baseballu, v letech 2005 a 2014 byla ČR pořádající zemí. Nejlepším umístěním na evropském šampionátu bylo 4. místo (2014).

## Výsledky na mistrovství Evropy
- 1997: 7. místo
- 1999: 8. místo
- 2001: 5. místo
- 2003: 6. místo
- 2005: 5. místo
- 2007: 12. místo
- 2010: 7. místo
- 2012: 5. místo
- 2014: 4. místo
- 2016: 5. místo[5]
- 2019: 5. místo
- 2021: 5. místo
- 2023: 5. místo[6]